# Joachim Klar
Joachim Klar (* 6. März 1909 in Breslau; † 15. Juni 1996 in Schorndorf) war ein deutscher Pädagoge und Heimatpfleger. Noch in der alten Heimat Schlesien wirkte er als Lehrer im Landkreis Strehlen. 
1953 bis zu seinem Ruhestand 1971 war er Rektor der bis heute bestehenden Lehenbach-Grundschule in Winterbach/Rems. Vorher war er, nach Vertreibung und Gefangenschaft, vier Jahre Volksschullehrer im nahen Dörfchen Korb bei Waiblingen gewesen.
Seit 1958 engagierte sich Klar als Vertrauensmann im Schwäbischen Albverein und im Arbeitskreis Archiv für schlesische Mundart. Klar war bis ins Jahr 1993 Landeskulturreferent der Landsmannschaft Schlesien in Baden-Württemberg. Er sammelte und präsentierte die Werke von Künstlern aus den Vertreibungsgebieten, beispielsweise von Rudolf Hacke und Friedrich Iwan. Ebenso war die schlesische Geschichte Thema seiner Vorträge. Von 1984 bis zu seinem Tod war er zudem Erster Vorsitzender der Landsmannschaft Schlesien in Schorndorf und zeitweise Kreis-Schatzmeister für den Bund der Vertriebenen (BdV). Joachim Klar gehörte politisch der FDP/DVP an und setzte sich immer dafür ein, die Ostkunde in die Lehrpläne der höheren Schulen aufzunehmen.
Er lebte in Winterbach im Remstal. Eine Zeitungsausschnittsammlung zu seiner Personengeschichte ab 1964 befindet sich im Hauptstaatsarchiv Stuttgart.

## Auszeichnungen
- 1969: Bundesverdienstkreuz
- 1993: Verdienstorden des Landes Baden-Württemberg[7]
- 1995: Heimatmedaille des Landes Baden-Württemberg[8]
- Ehrenmünze der Gemeinde Winterbach